# Azienda Ospedaliera per l'emergenza Cannizzaro
L'Azienda Ospedaliera per l'emergenza "Cannizzaro" è un ospedale pubblico della città metropolitana di Catania, situato al confine tra la città di Catania e l'estremità sud della frazione Cannizzaro di Acicastello, in Sicilia.

## Storia
I lavori di costruzione iniziarono nel 1962su impulso dell'Avvocato Carmelo Alia, Assessore ai Servizi Medico Psico Sociali dell'Amministrazione Provinciale di Catania con la destinazione d'uso prevista di ospedale psichiatrico, ma a seguito della promulgazione della Legge Basaglia nel 1978, che disponeva la chiusura dei manicomi nel territorio italiano, rimase inutilizzato e abbandonato fino al 1981, quando venne attivato come poliambulatorio; gradualmente vi vennero trasferiti alcuni reparti di altri ospedali catanesi (Garibaldi, Santa Marta, Vittorio Emanuele e San Luigi).
Nel 1983 la struttura veniva assegnata all'USL n. 36 Catania, ma la sua elevazione a presidio ospedaliero avvenne nel 1989, quando furono inaugurati cinque unità operative e il pronto soccorso. Nel 1995, il Presidio Ospedaliero Cannizzaro fu trasformato in azienda ospedaliera di riferimento di III livello per l'emergenza, ed assunse la denominazione Azienda Ospedaliera Cannizzaro. 
Nel 2005 all'interno dell'AO Cannizzaro fu inaugurato un reparto specializzato nell'uso della tecnologia Gamma Knife, che consiste nel trattamento radioterapico dei tumori cerebrali, l'unico attivo nell'Italia meridionale. Nel 2009, con la riforma sulla sanità attuata dalla Regione siciliana con la legge regionale n. 5/2009, assunse l'attuale denominazione di Azienda Ospedaliera per l'emergenza Cannizzaro.
Nel 2011 l'ospedale venne completato con la costruzione dell'unità spinale.
Nel 2022 rientrava nella top 100 ospedali migliori d'Italia.

## La struttura
L'AOE Cannizzaro è la terza struttura sanitaria pubblica (in quanto a dimensioni) operante nella provincia di Catania, ed è sede di strutture di alta specializzazione, con dotazioni di tecnologie diagnostico-terapeutiche avanzate ed innovative. 
Il complesso ospedaliero sorge in via Messina 829, nella parte nordorientale della città di Catania, nell'omonima frazione, di Acicastello. Articolato in un monoblocco con due torri e vari padiglioni, si estende per circa 16 ettari, è dotato di 40 reparti e di un pronto soccorso; al 2017 il numero complessivo di posti letto era di 562 unità, di cui 497 per la degenza ordinaria, 57 per le attività di day hospital e 30 per le attività di riabilitazione; al 2013 il nosocomio etneo registrava 28.683 ricoveri e 66.370 accessi al pronto soccorso.
Sede della Centrale Operativa Catania-Ragusa-Siracusa del Servizio 118, è dotato di una pista di elisoccorso.